# Hermetia
Hermetia är ett släkte av tvåvingar. Hermetia ingår i familjen vapenflugor.

## Bildgalleri

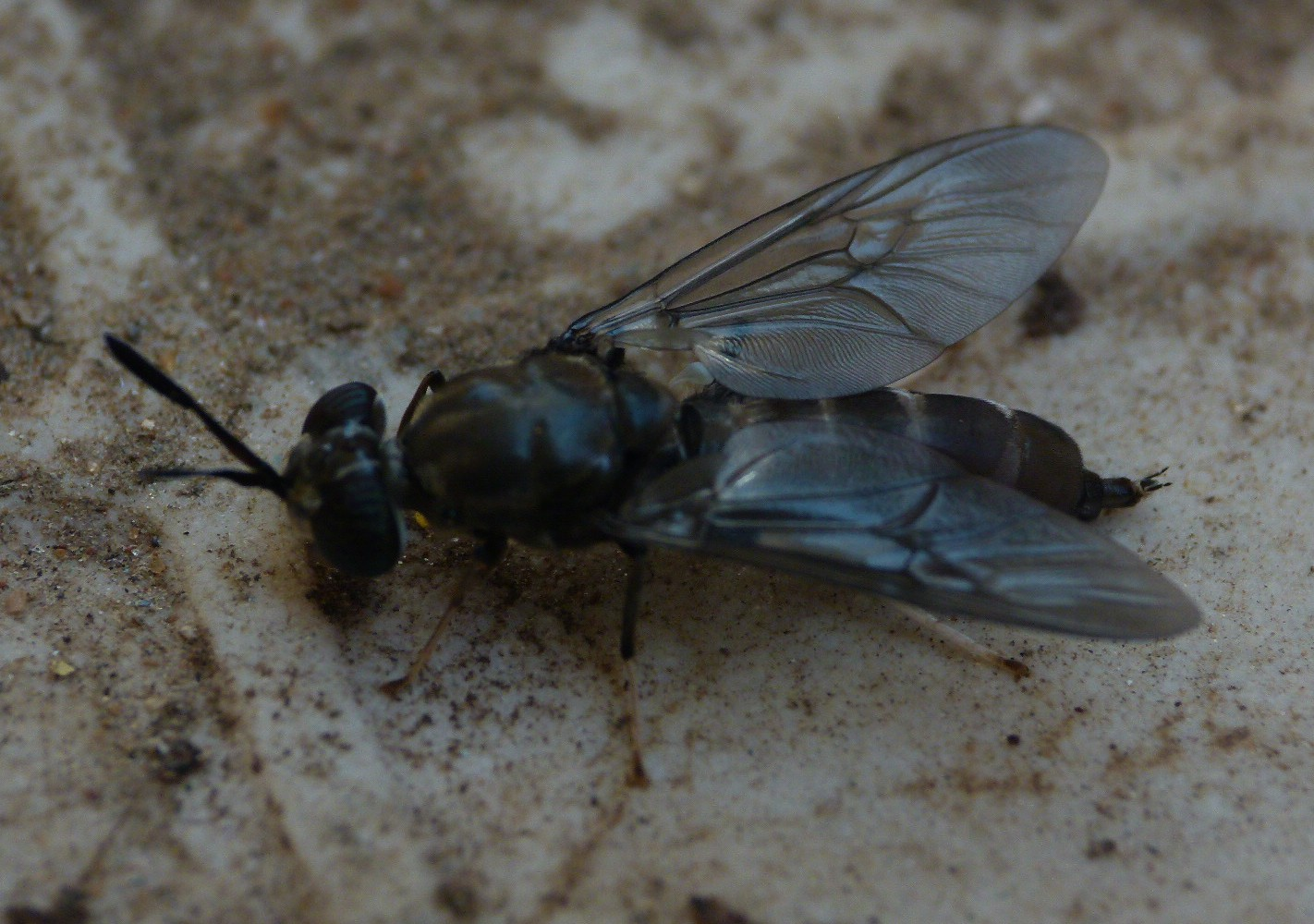
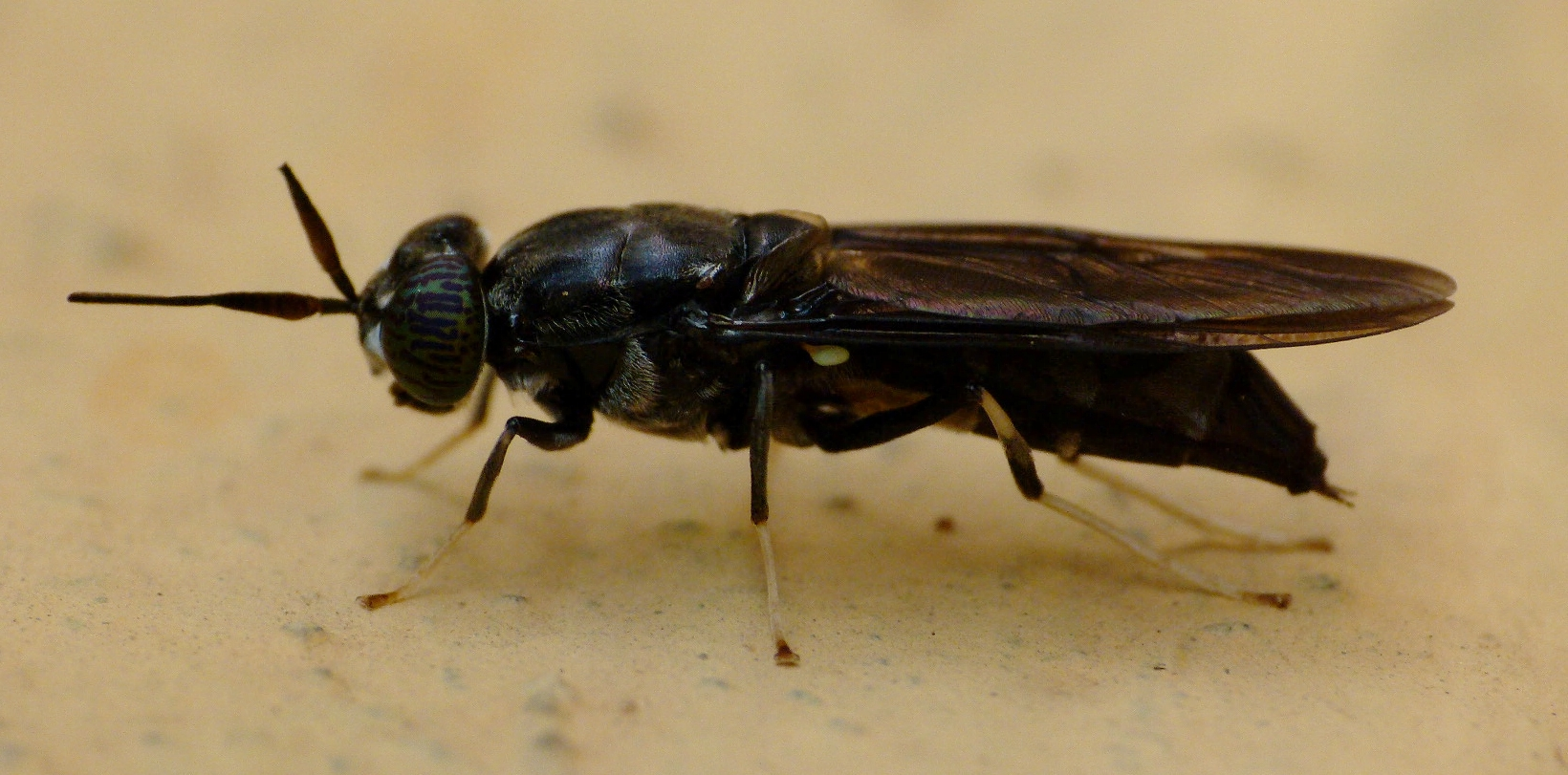

## Dottertaxa tillHermetia, i alfabetisk ordning[1]
- Hermetia aeneipennis
- Hermetia albipoda
- Hermetia albitarsis
- Hermetia amboyna
- Hermetia ampulla
- Hermetia amsarii
- Hermetia anthidium
- Hermetia aurata
- Hermetia aurinotata
- Hermetia austeni
- Hermetia beebei
- Hermetia bicolor
- Hermetia borneensis
- Hermetia brunettii
- Hermetia burmeisteri
- Hermetia callifera
- Hermetia ceria
- Hermetia ceriogaster
- Hermetia cerioides
- Hermetia chrysopila
- Hermetia cingulata
- Hermetia coarctata
- Hermetia comstocki
- Hermetia concinna
- Hermetia condor
- Hermetia confidens
- Hermetia conjuncta
- Hermetia cornithorax
- Hermetia crabro
- Hermetia currani
- Hermetia eiseni
- Hermetia femoralis
- Hermetia fimbriata
- Hermetia flavipes
- Hermetia flavoscutata
- Hermetia formica
- Hermetia fulva
- Hermetia geniculata
- Hermetia goncalvesi
- Hermetia hunteri
- Hermetia illucens
- Hermetia impressa
- Hermetia inflata
- Hermetia itatiaiensis
- Hermetia jamesi
- Hermetia laeta
- Hermetia laglaizei
- Hermetia lativentris
- Hermetia malayana
- Hermetia melanderi
- Hermetia mitis
- Hermetia myieriades
- Hermetia nana
- Hermetia nigra
- Hermetia nigricornis
- Hermetia pahangensis
- Hermetia pallidipes
- Hermetia palmivora
- Hermetia panamensis
- Hermetia pectoralis
- Hermetia pennicornis
- Hermetia pterocausta
- Hermetia pulchra
- Hermetia reinhardi
- Hermetia relicta
- Hermetia remittens
- Hermetia rufitarsis
- Hermetia ryckmani
- Hermetia samoënsis
- Hermetia scutellata
- Hermetia sexmaculata
- Hermetia sphecodes
- Hermetia subpellucida
- Hermetia teevani
- Hermetia tincta
- Hermetia virescens
- Hermetia virgata
- Hermetia woodleyi